# Chełmno (gmina w województwie poznańskim)
Chełmno – dawna gmina wiejska istniejąca do 1954 roku w woj. łódzkim i poznańskim. Siedzibą władz gminy było Chełmno.
W okresie międzywojennym gmina Chełmno należała do powiatu kolskiego w woj. łódzkim. 1 kwietnia 1938 roku gminę wraz z całym powiatem kolskim przeniesiono do woj. poznańskiego. 1 kwietnia 1939 roku do gminy Chełmno przyłączono część obszaru zniesionej gminy Koźmin.
Po wojnie gmina zachowała przynależność administracyjną. Według stanu z dnia 1 lipca 1952 roku gmina składała się z 16 gromad: Augustynów, Chełmno, Chełmno parc., Chruścin, Ciechmiana, Gaj, Grabina Wielka, Krzykosy, Ladorudz, Ladorudzek, Lutomirów, Majdany, Przybyłów, Rzuchów, Skobielice i Sobótka.
Jednostka została zniesiona 29 września 1954 roku wraz z reformą wprowadzającą gromady w miejsce gmin. Po reaktywowaniu gmin z dniem 1 stycznia 1973 roku gminy Chełmno nie przywrócono, utworzono natomiast z jej dawnego obszaru oraz z obszaru dawnej gminy Karszew nową gminę Dąbie w tymże powiecie i województwie.